# Бур'ян Дмитро Олексійович
Дмитро Олексійович Бур'ян (нар. 12 лютого 1990, Черкаси) — український скульптор, художник-графік.

## Життєпис
Народився 12 лютого 1990 р. у Черкасах. З 5-ти років навчався у Черкаській дитячій школі малювання ім. Данила Нарбута.
У 1997—1998 рр. навчався ліплення у Черкаському міському центрі дитячої та юнацької творчості.
У 2008 р. закінчив Державну художню середню школу ім. Т. Г. Шевченка (м. Київ).
У 2014 р. — закінчив Національну академію образотворчого мистецтва та архітектури (м. Київ, кафедра скульптури, спеціальність «Образотворче мистецтво») та здобув кваліфікацію художник-скульптор. Головними наставниками були: Олександр Михайлинський, Назар Білик та Адріан Балог.
У 2016 р. — проходив строкову службу в інженерних військах Збройних сил України.
З 2019 р. — викладач «Основ рисунку та пластичної анатомії» в Черкаському державному бізнес-коледжі

## Нагороди
- Лауреат Всеукраїнського конкурсу «Нові імена України» за роботу «Як козаки селян визволяли» (2000).
- Переможець конкурсу «Шевченко в моєму серці» за роботу «Як козаки турків били» (2000).

## Творчість
Працює в галузі скульптури та графічного мистецтва.

### Виставки
- 2007—2008 рр. — персональні виставки скульптури у Черкаському обласному краєзнавчому музеї
- 2010 р. — персональна виставка скульптури «Василь Симоненко та шістдесятники» у Черкаському художньому музеї
- 21 серпня 2011 р. — персональна виставка скульптури «До 20-річниці Незалежності України» у Музеї «Кобзаря» Т. Г. Шевченка в Черкасах[2]
- 2013 р.– персональна виставка скульптури «Маловелика пластика» у Черкаському обласному краєзнавчому музеї
- 15 лютого 2015 р. — персональна виставка «Бунт 25» у Черкаському художньому музеї[3]
- 6 грудня 2016 р. — персональна виставка армійських замальовок до Дня збройних сил України у Черкаському художньому музеї[4].
- 18 червня 2017 р. — персональна виставка «Портрет доби» в Івано-Франківську[5]
- 12 жовтня 2017 р. персональна виставка портрети героїв Холодного Яру у Музеї «Кобзаря» Т. Г. Шевченка (Черкаси)[6]
- 22 листопада 2017 р. — участь у спільній виставці українських митців до 100-ліття Української революції 1917—1921 рр. у Муніципальній галереї мистецтв (Деснянський район, Київ)[7]
- 29 квітня 2018 р. — виставка «Отамани Холодного Яру і Чорного лісу» на хуторі Буда і в с. Медведівка Чигиринського району Черкаської області[8]
- 9 липня 2019 р. — персональна виставка графіки, живопису та скульптури «Заробітчанство» у Черкаському художньому музеї[9]
- 3 лютого 2021 р. — персональна виставка «Сім років війни» у Кам'янському історико-культурному заповіднику. Представлено 22 графічні портрети[10]
- 12 березня 2021 р. — персональна виставка «Сім років війни» у Черкаському обласному краєзнавчому музеї. Представлено 74 графічні роботи і 10 скульптур[11]

Учасник спільних Всеукраїнських виставок у Будинку художника в Києві.

### Скульптури і пам'ятники
- Пам'ятник «Хліборобам, що загинули за волю України» (2012) в селі Соснівка Кіровоградська область[12]
- Скульптурна композиція «Водяний» (2016)[13] у Черкаси біля міського водоканалу[14]
- Скульптури з дерева «Коник» і «Тарас Шевченко в літньому саду», виконані на фестивалі «Древляндія» (Черкаси), прикрашають парки Черкас
- Співавтор пам'ятника підпільникам ОУН у Корсуні[15] (2019)
- Автор відновленого погруддя на могилі Миколи Міхновського на Байковому кладовищі у Києві (2018)[16]
- Пам'ятник «Мамай з автоматом» у Варшаві[17] (2019)
- Автор погруддя Миколи Міхновського у Згурівці (Київська область, 2020)[18]
- Меморіальна дошка банкіру Христофору Барановському в селі Дзензелівка, Маньківський район
- Автор і розробник макета пам'ятника черкащанину Євгенію Подолянчуку, загиблому під Донецьким аеропортом у 2014 р. (на прохання сім'ї)

### Скульптурні симпозіуми
- 2011 р.– «Історія Любеча»
- 2011—2013 рр.– «Живий камінь» (Черкаси).
- 2016 р. — «Дивосвіт» (Черкаси).
- 2019 р. — з'їзд майстрів, які працюють з каменем в рамках мистецького фестивалю «Камянська земля край славетних героїв» (м. Кам'янка).